# Lophospiza
Lophospiza es un género de aves rapaces de la familia Accipitridae propia de Asia. Es el único género de la subfamilia Lophospizinae. Las dos especies agrupadas en este género previamente se clasificaban en el género Accipiter.

## Taxonomía
El género Lophospiza fue descrito en 1844 por el naturalista alemán Johann Jakob Kaup, siendo su especie tipo con el azor moñudo (Falco trivirgatus Temminck, 1824). El nombre combina el griego antiguo λοφος (lophos), que significa «cresta», y σπιζιας (spizias), que significa «halcón».
El género agrupa a dos especies:
- Azor moñudo, Lophospiza trivirgata (Temminck, 1824)
- Gavilán de Célebes, Lophospiza griseiceps (Kaup, 1848)

Ambas especies previamente eran clasificadas en el género Accipiter, pero estudios filogenéticos moleculares dieron cuenta de que dicho género era polifilético. En el proceso de reorganización taxonómica en vistas a crear géneros monofiléticos, estas dos especies se trasladaron al género resucitado Lophospiza.